# Kestřany
Kestřany é uma comuna checa localizada na região da Boêmia do Sul, distrito de Písek.